# Modal improvisation
Modal improvisation er en teknik inden for musik.
Indtil slutningen af 1950'erne var en improvisation relateret til melodi og akkord-struktur. Op igennem det 20. århundrede udvikledes forskellige måder at spille solo på. Alle med udgangspunkt i den harmoniske struktur, eller i brud med den. Meget komplekse og farverige solo'er hørtes op igennem halvtredserne, og der tegnede sig et behov for en renhed og en enkelhed. En ny måde. En modus. Modal jazz der brød frem i slutningen af halvtredserne var en tilbagevending til melodien som det bærende element i improvisationen. 
En typisk modal akkordgang består af to eller måske tre akkorder, og hver af dem varer måske 8 eller 16 takter. En solist vil på den ene side føle, at det at spille modalt er lettere end at spille efter et akkordskema, eftersom det ikke kræver at man skal koncentrere dig så meget om konstant skiftende skalaer. På en anden måde er det samtidig mere udfordrende, eftersom man ikke bare kan spille traditionelle 2-5 licks (IIm7-V7), og man kan heller ikke læne dig op ad akkord-substitutioner og dermed slippe uden om grundlæggende problemer omkring at tænke melodisk i soloen. 
Noget musik bliver betragtet som modalt selvom det følger traditionelle akkord-progressioner, som f.eks. blues. Det modale koncept har lige så meget at gøre med, hvad der bliver gjort med harmonien som med skiftene. I bebop kan solisten fange interesse gennem sit valg af toner over harmonien, inklusiv dissonanser, træk og slip (tension and release). F.eks. hører man typisk bebop-solister nyde at ende fraser på #11 (den forstørrede kvart eller den 11. akkord (en) på dominantakkorder, bare for den mærkbare effekt en enkelt tone kan have. 
Når man spiller solo i modal musik, er der mindre opmærksomhed omkring de harmoniske valg og mere omkring udvikling af melodiske linjer. Balladen "Blue in Green" fra Miles Davis' Kind of Blue har lige så meget harmonisk bevægelse som mange andre jazz-standarder, og akkorderne er relativt komplekse som f.eks. Bbmaj7#11 eller A7alt. Alligevel udforsker solisterne ikke så meget det harmoniske grundlag, som de melodiske muligheder i hver enkelt frase. Hvor bebop-solister spiller meget med fokus på de harmoniske udvidelser på akkorderne, har den modale solo en tendens til at udvikle sig over akkordens grundlæggende tonemateriale. Bebop-solister høres ofte fylde deres solo med toner fra akkordstrukturerne for at komme hele vejen rundt om det harmoniske materiale, hvorimod den modalt tænkende solist er mere tilbøjelig til at medtænke rytmiske pauser som et melodisk strukturerende element. Den ene er ikke mere værd end den anden, men det er vigtigt at forstå forskellen mellem dem. 
Miles Davis som eksempel
Miles Davis' "So What" fra albummet Kind Of Blue er et klassisk eksempel på en et akkordmønster man kan spille modalt over. Det følger en normal AABA-form, hvor solisterne i A spiller over D dorisk, og i B transponerer en halv tone op og spiller solo over Eb dorisk. Denne form var meget velkendt blandt jazzmusikere, men både baslinjen og det harmoniske grundlag var nyt. 
Som solist vil man måske hurtigt løbe tør for ideer, hvis man skal begrænse sig til kun at spille med de syv toner der er i den doriske skala. Men det er udfordringen. Solisten kan ikke læne sig tilbage på den smarte lyd af en F# over en C7, men må spille melodisk med de toner der er givet. 
Modale solistiske kendetegn
Alligevel kan man også sige, at solisten ikke er fuldstændig bundet til at spille skala-toner. Som med 2-5 progressioner er der nogle modale solistiske kendetegn. En af de mest populære er sideslipping. Over f.eks. D dorisk: melodiske linjer over Db eller Eb i en takt eller to. Denne dissonans skaber en opmærksomhed, som man kan forløse ved at gå tilbage til den originale skala. Man kan også bruge kromatiske gennemgangstoner fra kvarten til kvinten. F.eks. over en D dorisk:  "G, G#, A", hvor G# er gennemgangstonen. Man kan også variere den skala der bruges. I stedet for D dorisk, prøv en ren D dur eller en D mol pentaton skala i et par takter. 
Man kan også erstatte en grundakkord (tonika) med dominant akkorden i den toneart der spillersi. F.eks., den akkord der associeres med D dorisk er Dm7. Hvis man tænker den som grundakkord er dominantakkorden A7. Så kan man bruge linjer fra hver eneste af de skalaer man kan associere med A7, A7b9b5, A7alt, eller andre dominantiske A7 akkorder på udvalgte steder i improvisationen. Dette vil igen skabe en ekstra opmærksomhed som kan forløses ved at vende tilbage til den originale D doriske toneart. 
Men for det meste skal man prøve at holde sig til den modale filosofi, når der spilles modal jazz, og koncentrere sig om at spille så melodisk som muligt med den givne akkord og dens skalatoner. Pentatone skalaer er specielt velegnede til modal improvisation, eftersom de minimerer de tonale valg til fem toner i stedet for syv, og dermed endnu mere tvinger musikeren til at tænke over f.eks. at bruge pauser i spillet. Modal jazz bliver ofte knyttet til f.eks. kvartstabel akkorden; ikke mindst på grund af føromtalte "So What". Men selvom kvartstablen ofte høres i modal jazz er den efterhånden lige så udbredt i andre stilarter også. Kvartstablen giver mulighed for at spille i en åben modus, hvor rene intervaller som kvarter og kvinter og deres udvidelsesmuligheder kan udforskes. Men den kvartstablede solo skal ses som et alternativ til dur/mol tænkning mere end et decideret modalt princip. 
Pianisten Bruce Hornsby er kendt af de fleste for hans improvisationer i 1986-gennembruddet "The Way it is". Her er renhed, opmærksomhed og en lyrisk tilgang til tonematerialets melodiske muligheder i centrum. Her høres en yngre pianist og sanger, der kender principperne for den modale improvisation, arbejder med melodiske linjer fra kvartstablens verden, og samtidig tilfredsstiller 80'ernes interesse for det smukke og æstetisk pirrende.